# Volker Diehl
Pour les articles homonymes, voir Diehl.
Volker Diehl, né le 24 octobre 1963 à Ludwigshafen et mort le 29 avril 2022 dans un accident de voiture au Danemark, est un coureur cycliste allemand. Actif durant les années 1980 et 1990, il a été champion d'Allemagne de l'Ouest de poursuite par équipes amateurs en 1985 et 1986, deuxième du championnat d'Allemagne de l'Ouest de cyclisme sur route en 1987, et a remporté trois courses de six jours en 1990.

## Palmarès sur piste
- 1983
  - 2e du championnat d'Allemagne de l'Ouest de poursuite par équipes amateurs
- 1985
  - Champion d'Allemagne de l'Ouest de poursuite par équipes amateurs
  - 3e du championnat d'Allemagne de l'Ouest de poursuite amateurs
- 1986
  - Champion d'Allemagne de l'Ouest de poursuite par équipes amateurs
  - 2e des Six Jours de Dortmund
  - 3e des Six Jours de Zurich
- 1987
  -  Champion d'Europe de l'américaine (avec Roland Günther)
  -  Médaillé de bronze du championnat d'Europe de l'omnium
- 1988
  -  Médaillé d'argent du championnat d'Europe de l'américaine
  -  Médaillé d'argent du championnat d'Europe de l'omnium
  - 2e des Six Jours de Dortmund
  - 2e des Six Jours de Münster
  - 3e des Six Jours de Stuttgart
- 1989
  - 2e des Six Jours de Copenhague
  - 3e des Six Jours de Dortmund
  - 3e des Six Jours de Bordeaux
- 1990
  - Six Jours de Bassano del Grappa (avec Silvio Martinello)
  - Six Jours de Stuttgart (avec Etienne De Wilde)
  - Six Jours de Berlin (avec Bruno Holenweger (ca))
  - 2e des Six Jours de Cologne
  - 3e des Six Jours de Brême
- 1991
  - 3e des Six Jours de Brême

## Palmarès sur route
- 1987
  - 14e étape de la Coors Classic
  - 2e du championnat d'Allemagne de l'Ouest sur route